# Riley Damiani
Riley Damiani, född 20 mars 2000, är en kanadensisk professionell ishockeyforward som är kontrakterad till Dallas Stars i National Hockey League (NHL) och spelar för Texas Stars i American Hockey League (AHL). Han har tidigare spelat för Kitchener Rangers i Ontario Hockey League (OHL).
Damiani draftades av Dallas Stars i femte rundan i 2018 års draft som 137:e spelare totalt.

## Statistik
| 2014–2015  | Mississauga Rebels | GTHL       | 34  | 25 | 21  | 46  | 14  | —  | — | — | —  | —  |
| 2015–2016  | Mississauga Rebels | GTHL       | 71  | 34 | 41  | 75  | 52  | —  | — | — | —  | —  |
|            | Georgetown Raiders | OJHL       | 4   | 2  | 1   | 3   | 0   | 1  | 0 | 0 | 0  | 0  |
| 2016–2017  | Kitchener Rangers  | OHL        | 62  | 9  | 13  | 22  | 29  | 5  | 1 | 1 | 2  | 6  |
| 2017–2018  | Kitchener Rangers  | OHL        | 64  | 19 | 18  | 37  | 38  | 19 | 5 | 7 | 12 | 10 |
| 2018–2019  | Kitchener Rangers  | OHL        | 58  | 30 | 55  | 85  | 27  | 4  | 0 | 1 | 1  | 4  |
|            | Texas Stars        | AHL        | 1   | 0  | 0   | 0   | 0   | —  | — | — | —  | —  |
| 2019–2020  | Kitchener Rangers  | OHL        | 61  | 28 | 50  | 78  | 32  | —  | — | — | —  | —  |
| 2020–2021  | Texas Stars        | AHL        | 36  | 11 | 25  | 36  | 18  | —  | — | — | —  | —  |
| 2021–2022  | Dallas Stars       | NHL        | 1   | 1  | 0   | 1   | 0   | —  | — | — | —  | —  |
|            | Texas Stars        | AHL        | 21  | 7  | 11  | 18  | 10  | —  | — | — | —  | —  |
| NHL totalt | NHL totalt         | NHL totalt | 1   | 1  | 0   | 1   | 0   | —  | — | — | —  | —  |
| AHL totalt | AHL totalt         | AHL totalt | 58  | 18 | 36  | 54  | 28  | —  | — | — | —  | —  |
| OHL totalt | OHL totalt         | OHL totalt | 245 | 86 | 136 | 222 | 126 | 28 | 6 | 9 | 15 | 20 |